# Zane Tamane
Zane Tamane, née Zane Teilāne le 24 septembre 1983 à Riga, est une joueuse lettonne de basket-ball.

## Biographie
Zara Tamane, joueuse lettone de deux mètres, profite de sa taille pour être l'une des meilleures rebondeuses en Europe : elle est huitième à la moyenne des rebonds en Eurocup en 2008, douzième de l'Euroligue 2009 et onzième en 2011. Dans le même temps, elle figure parmi les meilleures joueuses à la moyenne au contre : neuvième en 2007 et 2008, septième en 2009, quatrième en 2011.
Internationale lettonne, elle dispute les championnats d'Europe 2005, 2007, le tournoi olympique de Pékin - avec 5 points, 5,4 rebonds et 0,8 passe décisive - et l'2009. Lors de cette dernière compétition, elle présente des statistiques de 11,0 points, 17e de la compétition, 6,6 rebonds, 12e, 2,1 passes et 1,1 contre, 4e.
Formée en NCAA avec les Leathernecks de Western Illinois, elle joue en 2006 pour les Mystics de Washington devenant la première joueuse lettone à évoluer en WNBA. Elle dispute six rencontres, pour des statistiques de 1,8 point, 1,7 rebond, 0,1 passe, 0,2 contre.
Début 2013, elle annonce son retrait de l'équipe nationale lettone. En 2013-2014, elle remporte le titre de championne de Pologne.
Au club de RTU/Merks en 2014-2015, où elle joue peu, elle signe pour 2015-2016 avec le club turc de Canik Belediye.

## Équipes
- 1999-2003 :  RTU/Klondaika Rīga
- 2003-2006 :  Leathernecks de Western Illinois
- 2006 :  Mystics de Washington (WNBA)
- 2006-2007 :  UB-FC Barcelone
- 2007-2008 :  Hondarribia-Irún
- 2008-2009 :  Nadejda Orenbourg
- 2009-2010 :  USK Prague
- 2010-2011 :  MKB Euroleasing Sopron
- 2011-2012 :  Fenerbahçe SK
- 2012 :  Mercury de Phoenix (WNBA)
- 2012-2013 :  Nadejda Orenbourg
- 2013-2014 :  Wisła Cracovie
- 2014-2015 :  RTU/Merks
- 2015-2016 :  Canik Belediye